# ESPNscrum
ESPNscrumは、イギリスに本社を置く、ラグビー専門のオンラインニュースサイトである。常に最新のラグビー情報を提供し続け、主要な国際試合やリーグ戦では分刻みで情報を実況配信している。また各国選手の詳細な統計情報を維持・更新し続けている。
1997年にEMAP社が設立。独自ドメイン「scrum.com」のウェブサイトとしてスタートした。その後1999年にSportal社がサイトを購入したが、2001年に破綻しサイトは閉鎖予定となった。しかしラグビー愛好家のコンソーシアムがサイト保存に動き、10万ポンドでSportalから購入して運営会社 Scrum Ltd を立ち上げた。以降、6年に渡ってポケットマネーでサイトの維持費を支払い続けた。
2007年8月、アメリカのスポーツメディア企業ESPNは、ウォルト・ディズニー・インターネット・グループと共同でサイトを買収。2009年5月からはスペイン語サイト ESPN Deportes.com のラグビー部門も ESPN Scrum のブランドに置いた。